# Pawliwka (rejon dnieprzański)
Pawliwka (ukr. Павлівка) – wieś na Ukrainie, w obwodzie dniepropetrowskim, w rejonie dnieprzańskim, w hromadzie Nowopokrowka. W 2001 liczyła 544 mieszkańców, spośród których 526 wskazało jako ojczysty język ukraiński, 16 rosyjski, 1 rumuński, a 1 białoruski.